# Abraxas privata
Abraxas privata är en fjärilsart som beskrevs av Edward Alfred Cockayne 1939. Abraxas privata ingår i släktet Abraxas och familjen mätare. Inga underarter finns listade i Catalogue of Life.